# Caterpillar 797
Caterpillar 797 este o serie de modele de autobasculantă de carieră de clasa ultra, pe ramă rigidă, biaxială, diesel/AC electrică powertrain proiectată și produsă în Statele Unite de către Caterpillar Inc. din 22 septembrie 1998 până în prezent.
Încă de la lansarea seriei, ea este lideră în domeniu, iar modelul său curent Caterpillar 797F este cea mai mare autobasculantă din lume cu cea mai mare capacitate de încărcare.

## Dezvoltare
În 1997 Caterpillar decide să înceapă dezvoltarea autobasculantelor cu o încărcătură de 327 de tone pentru a satisface cerința de piață a operatorilor minieri, care la rândul lor doreau să reducă cheltuielile în cadrul expluatării minelor. Inginerii de la Caterpillar's Mining & Construction Equipment Division din Decatur, Illinois, au creat noul design al ”797” utilizând tehnologii și grafică de computer.

## 797 (1998 - 2002)
Primul Caterpillar 797 finalizat a fost lansat pe 29 septembrie 1998, la uzina de asamblare din Decatur, Illinois.

### Testarea
Primele două 797 produse au fost transportate la ”Caterpillar Arizona” pentru testare. În al doilea trimestru al anului 1999, a treia și a patra 797 produse au fost primele mașini din serie care au fost puse în funcțiune pentru un client la Bingham Canyon Mine în Utah. Caterpillar a pus suplimentar alte 18 unități de ”797” în serviciu operatorilor mondiali de mine ca unități de dezvoltare de producție.

### Marketing global
Caterpillar a început vânzarea de ”797” în America de Nord în anul 2000, urmat de o comercializare la scară globală în 2001.

## 797B (2002 - 2009)
Caterpillar introduce modelul 797B în primăvara lui 2002, înlocuind prima generație de 797. Caterpillar sporește puterea motoarelor Cat 3524B pentru a putea opera o majorare a capacității de încărcare cu 18 tone față de modelul anterior - 797. Primele unități 797B intră în serviciul clienților în octombrie 2002.

## 797F (2009 - Prezent)
Compania Caterpillar introduce și ultimul model din seria 797, Caterpillar 797F, la MINExpo International în septembrie 2008. Când Caterpillar începe producerea completă a 797F la sfârșitul lui 2009, modelul 797F îl înlocuiește definitiv pe 797B.

 Modelul 797F vine echipat cu o versiune nouă modernizată și mai puternică a motorului Cat C175-20 și sporește capaciteatea de încărcare până la 363 de tone

## Diagrama de comparație a caracteristicilor
|                                   | 797                         | 797B                              | 797F                              |
| --------------------------------- | --------------------------- | --------------------------------- | --------------------------------- |
| Inițiere producere                | 1999                        | 2002                              | 2008                              |
| Capacitatea nominală de încărcare | 327 t                       | 345 t                             | 363 t                             |
| Greutatea maximă, totală          | 557,9 t                     | 623,7 t                           | 623,7 t                           |
| Putere motor                      | 3211 CP (2394 kW) net       | 3370 CP (2513 kW) net (SAE J1349) | 3793 CP (2828 kW) net (SAE J1349) |
| Model motor                       | 3524B High Displacement EUI | Cat 3524B High Displacement EUI   | Cat C175-20 ACERT                 |
| Tip motor                         | V-12 x 2                    | V-12 x 2                          | V-20                              |
| Viteza maximă (încărcat)          | 64 km/h                     | 68 km/h                           | 68 km/h                           |
| Înălțime (gol)                    | 7,21 m                      | 7,59 m                            | 7,44 m                            |
| Înălțime (borduri crescute)       | 15,01 m                     | 15,29 m                           | 15,70 m                           |
| Lungime                           | 14,50 m                     | 14,45 m                           | 15,09 m                           |
| Lățime                            | 9,14 m                      | 9,75 m                            | 9,53 m                            |
| Cacipate rezervor                 | 3785 l                      | 6814 l                            | 7571 l                            |

## Cost
Costurile variază în dependență de caracteristicile individuale cerute comandate de client,  însă prețul unui model din seria 797 e de aproximativ 5.000.000 $USD.